# Jocelyn Waller
Jocelyn Waller, aussi Jocelyn Macartney Walter, né à Newport, en Irlande vers 1772 et décédé le 2 décembre 1828 à Montréal, au Bas-Canada, fonctionnaire, juge de paix, rédacteur en chef et éditeur du journal The Canadian Spectator.

## Biographie
Jocely Waller naît à Newport, dans le comté de Tipperary en Irlande vers 1772. Il est le quatrième fils de Catherine Moore et Robert Walter, baronet d'Irlande et député. Il grandit au sein d'une famille influente en Irlande et reçoit une bonne éducation protestante. Il émigre au Bas-Canada avec sa femme Elizabeth Willis et ses enfants.
Il reçoit une commission de greffier de la Couronne alors qu'il se trouve au Bas-Canada en décembre 1817. Un mois plus tard, il devient greffier de la Cour d'audition et de jugement des causes criminelles. Le Secrétaire d'État aux colonies Lord Bathurst ordonne au gouverneur Sherbrooke de destituer Waller de son poste de greffier de la couronne pour le restituer à Gilbert Ainslie, l'ancien titulaire. Sherbrooke fait valoir à son supérieur que la famille Waller a perdu tous ses biens dans la traversée de l'Atlantique et qu'elle se trouve déjà dans la misère, mais sans résultat. Waller se retire par la suite dans une maison de campagne près de Québec où il ne subsiste que d'une rente annuelle d'environ £200. En juin 1821, il est nommé juge de paix dans le district de Québec, de même que commissaire chargé de la décision sommaire des petites causes à Saint-Gilles.
Dans l'année 1822, Waller publie quelques articles dans la Montreal Gazette. Les propriétaires du journal désapprouvent ses opinions politiques et il s'en retourne à Québec. En octobre 1822, il devient rédacteur en chef du Canadian Spectator, qui succède au Spectateur Canadien et devient la voix anglophone du Parti canadien. Il devient éditeur du même journal en janvier 1825. Ses positions politiques lui attirent l'antipathie du gouverneur Dalhousie, du parti tory et de James Stuart, procureur général du Bas-Canada et la sympathie des réformistes et libéraux du Bas-Canada, du Haut-Canada, de l'Angleterre et des États-Unis.
L'éditorial qu'il publie pour critiquer le discours de prorogation du Parlement du Bas-Canada que le gouverneur Dalhousie prononce le 22 novembre 1827 lui attire des ennuis. En effet, le 18 décembre, il est arrêté et emprisonné sous motif de diffamation contre le gouverneur, avec Ludger Duvernay, imprimeur du Spectator et rédacteur à La Minerve. Il est libéré sous caution. Le jury spécial qui devait entendre sa cause en septembre 1828 est déclaré « illégalement constitué » et est par conséquent renvoyé. Waller décède le 2 décembre 1828, quelque trois mois avant la tenue de son procès prévu au mois de mars 1829.
Un comité présidé par Augustin-Norbert Morin érige un monument à sa mémoire.